# 페레그리나
《페레그리나》(스페인어: Peregrina)은 2005년 방영된 멕시코의 텔레노벨라이다.